# Бондарцы (Житомирская область)
Бондарцы (укр. Бондарці) — село на Украине, находится в Житомирском районе Житомирской области.
Код КОАТУУ — 1822083003. Население по переписи 2001 года составляет 48 человек. Почтовый индекс — 12415. Телефонный код — 412. Занимает площадь 0,219 км².

## Адрес местного совета
12415, Житомирская область, Житомирский р-н, с.Ивановка, ул.Островского